# Tanychastis lysigama
Tanychastis lysigama är en fjärilsart som beskrevs av Edward Meyrick 1910. Tanychastis lysigama ingår i släktet Tanychastis och familjen praktmalar, Oecophoridae. Inga underarter finns listade i Catalogue of Life.